# Alianza bizantino-mongola

El Imperio mongol y el Imperio bizantino alrededor de 1265.

La alianza bizantino-mongola o alianza mongola-romana ocurrió durante el fin del siglo XIII y principios del XIV entre el Imperio romano de Oriente y el Imperio mongol. Bizancio en realidad trató de mantener relaciones amistosas con los reinos de la Horda de Oro y el Ilkanato, que a menudo estaban en guerra entre sí. La alianza involucró numerosos intercambios de regalos, la colaboración militar y enlaces matrimoniales, pero se disolvió a mediados del siglo XIV.

## Gestiones diplomáticas
Poco después de la batalla de Köse Dağ en 1243, el Imperio de Trebisonda se rindió ante el Imperio mongol, mientras que la corte de Nicea colocó sus fortalezas en orden. A inicios de 1250, el emperador latino de Constantinopla Balduino II envió una embajada a Mongolia en la persona del caballero Balduino de Hainaut, que, tras su regreso, se reunió en Constantinopla con Guillermo de Rubruquis. Guillermo de Rubruquis también señaló que se reunió con un enviado de Juan III Ducas Vatatzés, emperador de Nicea, en la corte de Möngke alrededor de 1253.

## Alianza bajo Miguel VIII (1263-1282)
El emperador Miguel VIII Paleólogo, después de volver a establecer el gobierno imperial bizantino, estableció una alianza con los mongoles, que eran muy favorables al cristianismo, muchos de ellos eran cristianos nestorianos.
Firmó un tratado en 1263 con el kan mongol de la Horda de Oro), y casó a dos de sus hijas (concebidas a través de una amante, una Diplovatatzina) con los reyes mongoles: Eufrósine Paleóloga, que se casó con Nogai Kan de la Horda de Oro, y María Paleóloga, que se casó con Abaqa Kan del Ilkanato de Persia.
De acuerdo con una carta de 1267 por el Papa Clemente IV de Viterbo, Abaqa había acordado unir fuerzas con su suegro Miguel VIII para ayudar a los latinos en Tierra Santa, en preparación para la Octava Cruzada (el segundo de Luis IX): 

«Los reyes de Francia y Navarra, teniendo muy en serio la situación en Tierra Santa, y adornados con la Santa Cruz, se prepararon para atacar a los enemigos de la Cruz. Usted nos escribió que deseaba unirse a su suegro (el emperador griego Miguel VIII Paleólogo) para ayudar a los latinos. Con abundancia te alabamos por esto, pero no podemos decidir todavía, antes de haber pedido a los gobernantes, ¿qué camino están planeando seguir. Vamos a transmitirles su consejo, con el fin de iluminar a sus deliberaciones, e informar su magnificencia, a través de un mensaje seguro, de lo que han decidido.»
—1267 Carta del Papa Clemente IV a Abaqa

En 1265 Berke Kan envió el ejército de la Horda de Oro bajo Nogai a Tracia, instigando a las fuerzas bizantinas a liberar al enviado de los mamelucos y al antiguo sultán selyúcida Kaykaus II. Según fuentes egipcias, Miguel acordó enviar telas para el kan mongol en Rusia. Cuando Miguel se dio cuenta de la importancia de los mongoles y convirtiéndose en un aliado de Nogai, utilizó su ayuda para defenderse contra Bulgaria cuando trataron de atacar el Imperio bizantino en 1273 y 1279. Un grupo de 4000 soldados mongoles fueron enviados a Constantinopla en 1282, justo antes de la muerte de Miguel, para luchar contra el déspota de Tesalia.

## Alianza bajo Andrónico II (1282-1328)
Después de 1295, Andrónico II ofreció a Ghazan una alianza matrimonial, a cambio de la ayuda de los mongoles en la lucha contra los turcomanos en la frontera oriental del Imperio bizantino. Ghazan aceptó el ofrecimiento y se comprometió a detener las incursiones. La muerte de Ghazan en 1308 fue llorada por los bizantinos.
Esta alianza continuará bajo el sucesor de Ghazan, Oljeitu. En 1305 Oljeitu prometió a Andrónico II 40 000 hombres, y en 1308 envió 30 000 hombres para recuperar muchas ciudades bizantinas en Bitinia. Andrónico II dio hijas en matrimonio a Toqta, así como a su sucesor Uzbek (1312 a 1341), pero las relaciones se deterioraron a finales del reinado de Andrónico y los mongoles realizaron incrusiones en Tracia entre 1320 a 1324, hasta el puerto bizantino de Vicina Macaria fue ocupada por los mongoles.

## Fin de las relaciones amistosas
Bajo Andrónico III las relaciones parecen haberse vuelto aún más conflictiva. En 1341, los mongoles planeaban atacar Constantinopla, y Andrónico III tuvo que enviar una embajada para detener el ataque.